# Roufina Gacheva
Roufina Sergueïevna Gacheva (russe : Руфина Сергеевна Гашева), née le 14 octobre 1921 à  Verkhnechusovskiye Gorodki et morte à Moscou le 1er mai 2012, est une aviatrice soviétique pendant la Seconde Guerre mondiale, qui sert dans le 588e NBAP surnommé « les sorcières de la nuit ». Elle reçoit le titre d'Héroïne de l'Union soviétique. 

## Enfance
Gacheva naît le 14 octobre 1921 dans le village de Verkhnetchoussovsky Gorodky dans le gouvernement de Perm. La famille de Gacheva déménage dans le village de Tchkalovsk, où elle vit jusqu'en 1927, année où elle déménage dans le village de Kasimovo. Gacheva vit alors à Perm jusqu'à son départ pour Moscou au début des années 1930. En 1939, elle sort diplômée de l'enseignement secondaire et en 1941, elle est diplômée de l'Université d'État de Moscou en mécanique et mathématiques.

## Seconde Guerre mondiale
Roufina Gacheva se porte volontaire pour l'Armée rouge en septembre 1941. Elle obtient un diplôme d'aviation à l'école d'aviation d'Engels en février 1942. Gacheva est affectée au 588e NBAP, un régiment entièrement féminin des forces aériennes soviétiques, alors en formation à Engels. Elle commence à combattre en mai 1942 lors de la Bataille du Caucase. En février 1943, elle rejoint le 46e régiment de bombardiers dans lequel elle combat lors de la bataille aérienne de Kouban, participe à l'opération Kerch-Eltigen, l'offensive de Crimée, celle de Bialystock, de Osovets, de Mlawa-Elbing, celle de Poméranie-Orientale et enfin, la Bataille de Berlin. Son avion est abattu deux fois lors de ses missions. La première fois, Gacheva et sa copilote arrivent à atteindre les lignes soviétiques mais la deuxième fois, elles atterrissent sur un champ de mines et sa copilote, Olga Sanfirova est tuée. 
Elle participe à 848 missions de combat en tant que navigatrice de Polikarpov Po-2 et reçoit le titre d'Héroïne de l'Union soviétique « pour l'accomplissement exemplaire des missions de combat contre les envahisseurs allemands et pour son courage et son héroïsme » et l'Ordre de Lénine le 23 février 1945. Elle finit la guerre avec le grade de major.

## Après-guerre
Roufina Gacheva sert avec son régiment en Pologne jusqu'en octobre 1945. Après guerre, elle épouse le pilote Mikhaïl Pliats (d), avec qui elle a un fils Vladimir et une fille, Marina. Pliats atteint le grade de colonel. En 1952, Gacheva est diplômée de l'Institut Militaire de langues étrangères et devient maître de conférence au département de langues étrangères de l'Académie militaire des forces blindées Malinovski. Elle y travaille jusqu'en août 1957. À partir de 1961, elle est rédactrice en chef du Bureau de la littérature militaire étrangère de Voenizdat. Entre 1967 et 1972, elle passe rédactrice en chef du Bureau de publication de la littérature militaire étrangère du Ministère de la Défense. Elle est promue lieutenant-colonel en 2000. 
Elle meurt le 1er mai 2012 et est enterrée dans le Cimetière Vostriakovo à Moscou.

## Distinctions
Gacheva reçu les distinctions suivantes :
- Héroïne de l'Union soviétique
- Ordre de Lénine
- Ordre du Drapeau rouge (deux fois)
- Ordre de la Guerre patriotique de 1re classe (deux fois)
- Ordre de l'Étoile rouge (deux fois)
- Médaille "du mérite militaire"
- Médaille pour la Libération de Varsovie
- Médaille pour la victoire sur l'Allemagne